# بخش گارو هیلز شمالی
بخش گارو هیلز شمالی (به انگلیسی: North Garo Hills district) یک منطقهٔ مسکونی در هند است که در مگالایا واقع شده‌است. بخش گارو هیلز شمالی ۱٬۱۱۳ کیلومتر مربع مساحت و ۱٬۱۸٬۳۲۵ نفر جمعیت دارد.